# Nadir Gasimov
Nadir Sadig oglu Gasimov (en azerí: Nadir Sadıq oğlu Qasımov; 22 de mayo de 1928, Bakú – 10 de marzo de 2000) fue un pintor de Azerbaiyán, Artista del pueblo de la República de Azerbaiyán.

## Biografía
Nadir Gasimov nació el 22 de mayo de 1928 en Bakú.
Entre 1941 y 1946 estudió en la Escuela de Arte en nombre de Azim Azimzade en Bakú. Él continuó sus estudios en la Academia Imperial de las Artes en San Petersburgo entre 1947 y 1953. Sus obras de retratos y paisajes se exhibieron con éxito en las exposiciones internacionales y nacionales de 1953–1954.
Sus 50 obras de paisajes y retratos dedicadas a la China antigua y moderna del artista se exhibieron en su primera exposición individual organizada en 1961 en el Museo Nacional de Arte de Azerbaiyán.
Las obras de artista se exhibieron muchas veces en más de 50 países del mundo: en Estados Unidos, Canadá, México, Bélgica, Alemania, Italia, Inglaterra, Francia, Egipto, Yugoslavia, India, Líbano, Bulgaria, Mongolia, Hungría, Rumania, Polonia, Checoslovaquia, Cuba, Turquía y recibieron varios diplomas y títulos honoríficos. Unas 100 obras del artista se encuentran en colecciones de museos de Rusia, museos de países de la CEI, museos de Estados Unidos, Bélgica, Francia, Alemania, Turquía, España, Bulgaria, Yugoslavia, Checoslovaquia y colecciones privadas.
Entre 1958 y 1969 Nadir Gasimov fue miembro de la Unión de Artistas de Azerbaiyán. También enseñó en la Universidad Estatal de Cultura y Arte de Azerbaiyán entre 1970 y 2000.
Nadir Gasimov falleció el 10 de marzo de 2000.

## Premios y títulos
- Medalla de la Distinción Laboral (1959)
- Artista de Honor de la RSS de Azerbaiyán (1967)
- Artista del pueblo de la República de Azerbaiyán (1992)